# Sisyphus moltaensis
Sisyphus moltaensis är en skalbaggsart som beskrevs av Vazirani 1966. Sisyphus moltaensis ingår i släktet Sisyphus och familjen bladhorningar. Inga underarter finns listade i Catalogue of Life.